# لشکرکشی‌های ژرمنی و سارماتی کنستانتین بزرگ
جنگ‌های ژرمن‌ها و سارمات‌ها با روم، جنگ‌هایی بود که کنستانتین یکم با ژرمن‌ها از جمله فرانک‌ها، آلامان‌ها و گوت‌ها، و همچنین یازیگ‌های سارماتی، برای محافظت از مرزهای در سراسر سیستم دفاعی شمالی روم، بین سال‌های ۳۰۶ و ۳۳۶ میلادی انجام داد.
پس از به دست گرفتن کنترل استان های غربی در امتداد لیمس راین (در سال ۳۰۶) پس از مرگ پدرش کنستانتین کلوروس (آگوستوس غرب) در سال ۳۰۶، کنستانتین ابتدا نیروهای خود را بر دفاع از این منطقه مرزی علیه فرانک ها و آلامان‌ها متمرکز کرد و آگوستا تروروم را به عنوان اولین پایتخت خود برای این منظور انتخاب کرد.
پس از شکست ماکسنتیوس غاصب در نبرد پل میلویان در سال 312،
تمام ایتالیا تحت کنترل کنستانتین قرار گرفت و بدین ترتیب او تنها آگوستوس غرب شد.
در فوریه 313، کنستانتین (که زمستان را در رم گذرانده بود)
با امپراتور شرق، لیسیینیوس، که با ازدواج لیسیینیوس با خواهر کنستانتین، فلاویا جولیا کنستانتیا، تقویت شده بود، متحد شد. با این حال، این اتحاد تنها برای چند سال دوام آورد، قبل از اینکه دو آگوستوس در سال 316 وارد درگیری شوند. کنستانتین لیسیینیوس را شکست داد، که مجبور شد ایلیریکوم را به کنستانتین واگذار کند، اما تراکیه را نه. کنستانتین با اکتسابات سرزمینی خود، هر چه بیشتر به شرق پیشروی کرد و اکنون مجبور بود از منطقه استراتژیک مهم لیمز سارماتیکوس (از سال 317) دفاع کند.
در سال‌های بعد، کنستانتین بیشتر
خود را در بخش مرکزی لیمز دانوب، عمدتاً در جنگ با سارماتیان در پانونیا، اقامت داشت و تقریباً به طور مداوم تا سال 324 (زمانی که یک بار دیگر علیه لیسیینیوس حرکت کرد) در سیرمیوم اقامت داشت و آن را به همراه سردیکا به عنوان پایتخت خود قرار داد. در این زمان، کنستانتین همچنین تمایل نظامی بسیار فعالی را نشان داد و در امتداد کل محدوده قلمرو تازه به دست آمده خود سفر کرد. از سال 320، او پسر ارشد خود، کریسپوس، را به عنوان پیشوا پیشوا منصوب کرد و فرماندهی نظامی گال را به او داد.
هنگامی که متوجه شد ارتش گوت‌ها
از دانوب عبور کرده تا به سرزمین‌های روم در موئزیا سفلی و تراکیه، که متعلق به امپراتور لیسیینیوس بود، حمله کند، او مقر فرماندهی کل خود را در تسالونیکی ترک کرد و به سوی آنها (323) حرکت کرد. این واقعیت که او به بخشی از امپراتوری که تحت کنترل او نبود، تجاوز کرده بود، مرحله نهایی جنگ‌های داخلی تتراکی را آغاز کرد که با شکست کامل لیسیینیوس و تقدیس کنستانتین به عنوان تنها امپراتور روم پایان یافت.
دوره نهایی سلطنت کنستانتین،
تا زمان مرگش (337)، شاهد تحکیم کل سیستم دفاعی در راین و دانوب توسط امپراتور مسیحی، دستیابی به موفقیت‌های نظامی مهم و بازگرداندن کنترل بر بخش بزرگی از قلمرو بود که رومیان تحت گالینوس و اورلیان رها کرده بودند: آگری دکومتس از آلمانی‌ها، منطقه جنوب تیسا از سارماتیان و همچنین اولتنیا و والاچیا از گوت‌ها.